# Buğur Çayı
La rivière de Buğur (Buğur Çayı ou Beamberi Deresi) est un cours d'eau turc coupé par le barrage de Dumluca. Ses eaux rejoignent l'Euphrate en Syrie.